# Tallikeste
Tallikeste – wieś w Estonii, w prowincji Võru, w gminie Vastseliina.